# Алдея-Велья (Сабугал)
Алдея-Велья (порт. Aldeia Velha) — район (фрегезия) в Португалии, входит в округ Гуарда. Является составной частью муниципалитета Сабугал. По старому административному делению входил в провинцию Бейра-Алта. Входит в экономико-статистический субрегион Бейра-Интериор-Норте, который входит в Центральный регион. Население составляет 490 человек на 2001 год. Занимает площадь 18,85 км².
Покровителем района считается Иоанн Креститель (порт. João Baptista).